# 立陶宛衛生部
立陶宛共和國衛生部是立陶宛政府的一個部門，負責執行衛生保健政務、制定衛生保健政策、維持高品質的公共衛生環境、推動健康促進行動、確保衛生保健資源的合理分配及運用。這些政務都受《立陶宛憲法》、總統與總理公布的法令、國會通過的法律授權、施行。現任立陶宛衛生部長為阿魯納斯·杜爾基斯。

## 歷任部長
立陶宛基督教民主黨
  立陶宛民主勞工黨
  立陶宛農民與綠人聯盟
  祖國聯盟－立陶宛基督教民主黨
  勞動黨
  自由與中間聯盟
  新聯盟
  立陶宛社會民主黨
  無黨籍
| 衛生部長 | 衛生部長                                 | 衛生部長             | 衛生部長                            | 衛生部長       | 衛生部長       | 衛生部長 |
| 次序     | 姓名                                     | 政黨                 | 內閣                                | 任期           | 任期           | 任期     |
| 次序     | 姓名                                     | 政黨                 | 內閣                                | 上任日期       | 卸任日期       | 任期天數 |
| -------- | ---------------------------------------- | -------------------- | ----------------------------------- | -------------- | -------------- | -------- |
| 1        | 約奧札斯·奧萊卡斯 （1955年生）           | 立陶宛社會民主黨     | 卡濟梅拉·布倫斯基恩內閣             | 1990年1月17日  | 1991年1月10日  | 358天    |
| 2        | 約奧札斯·奧萊卡斯 （1955年生）           | 立陶宛社會民主黨     | 阿爾貝塔斯·希梅納斯內閣             | 1991年1月10日  | 1991年1月13日  | 3天      |
| 3        | 約奧札斯·奧萊卡斯 （1955年生）           | 立陶宛社會民主黨     | 第一次格季米納斯·瓦格諾柳斯內閣     | 1991年1月13日  | 1992年7月21日  | 555天    |
| 4        | 約奧札斯·奧萊卡斯 （1955年生）           | 立陶宛社會民主黨     | 亞歷山德拉斯·阿比沙拉內閣           | 1992年7月21日  | 1992年12月17日 | 149天    |
| 5        | 維托塔斯·克里奧札 （1955年生）           | 立陶宛基督教民主黨   | 布羅尼斯洛瓦斯·盧比斯內閣           | 1992年12月17日 | 1993年3月31日  | 104天    |
| 6        | 尤爾吉斯·布賴迪基斯 （1929年生）         | 無黨籍               | 阿道法斯·什萊扎維丘斯內閣           | 1993年3月31日  | 1994年11月10日 | 589天    |
| 7        | 安塔納斯·文庫斯 （1942年生）             | 立陶宛社會民主黨     | 阿道法斯·什萊扎維丘斯內閣           | 1994年11月10日 | 1996年3月19日  | 1084天   |
| 8        | 安塔納斯·文庫斯 （1942年生）             | 立陶宛社會民主黨     | 勞里納斯·斯坦科維丘斯內閣           | 1996年3月19日  | 1996年12月10日 | 266天    |
| 9        | 尤扎斯·加爾迪卡斯 （1958年生）           | 祖國聯盟             | 第二次格季米納斯·瓦格諾柳斯內閣     | 1996年12月10日 | 1998年3月25日  | 470天    |
| 10       | 勞里納斯·斯坦克維丘斯 （1935年－2017年） | 立陶宛民主勞工黨     | 第二次格季米納斯·瓦格諾柳斯內閣     | 1998年3月25日  | 1999年6月10日  | 442天    |
| 11       | 雷蒙達斯·阿萊克納 （1959年生）           | 祖國聯盟             | 第一次羅蘭達斯·帕克薩斯內閣         | 1999年6月10日  | 1999年11月11日 | 154天    |
| 12       | 雷蒙達斯·阿萊克納 （1959年生）           | 祖國聯盟             | 第一次安德留斯·庫比柳斯內閣         | 1999年11月11日 | 2000年11月9日  | 364天    |
| 13       | 文薩斯·亞努索尼斯 （1950年生）           | 無黨籍               | 第二次羅蘭達斯·帕克薩斯內閣         | 2000年11月9日  | 2001年4月2日   | 144天    |
| 14       | 康斯坦丁·多布羅夫斯基 （1939年－2021年） | 新聯盟               | 第二次羅蘭達斯·帕克薩斯內閣         | 2001年5月15日  | 2001年7月12日  | 58天     |
| 15       | 康斯坦丁·多布羅夫斯基 （1939年－2021年） | 新聯盟               | 第一次阿爾吉爾達斯·布拉藻斯卡斯內閣 | 2001年7月12日  | 2003年3月6日   | 602天    |
| 16       | 約奧札斯·奧萊卡斯 （1955年生）           | 立陶宛社會民主黨     | 第一次阿爾吉爾達斯·布拉藻斯卡斯內閣 | 2003年3月6日   | 2004年12月14日 | 649天    |
| 17       | 日爾維納斯·帕戴加 （1956年生）           | 勞動黨               | 第二次阿爾吉爾達斯·布拉藻斯卡斯內閣 | 2004年12月14日 | 2006年7月18日  | 581天    |
| 18       | 里蒙維達斯·圖爾辛斯卡斯 （1956年生）     | 立陶宛社會民主黨     | 格迪米納斯·基爾基拉斯內閣           | 2006年7月18日  | 2008年7月14日  | 727天    |
| 19       | 格迪米納斯·切爾尼亞斯卡斯 （1957年生）   | 立陶宛社會民主黨     | 格迪米納斯·基爾基拉斯內閣           | 2008年7月14日  | 2008年12月9日  | 148天    |
| 20       | 阿爾吉斯·恰普利卡斯 （1962年生）         | 自由與中間聯盟       | 第二次安德留斯·庫比柳斯內閣         | 2008年12月9日  | 2010年2月22日  | 440天    |
| 21       | 萊蒙達斯·舒基斯 （1966年生）             | 自由與中間聯盟       | 第二次安德留斯·庫比柳斯內閣         | 2010年2月22日  | 2012年12月13日 | 1025天   |
| 22       | 維特尼斯·安德柳凱提斯 （1951年生）       | 立陶宛社會民主黨     | 阿爾吉爾達斯·布特凱維丘斯內閣       | 2012年12月13日 | 2014年7月10日  | 574天    |
| 23       | 麗曼特·莎拉希維秀德 （1954年生）         | 立陶宛社會民主黨     | 阿爾吉爾達斯·布特凱維丘斯內閣       | 2014年7月17日  | 2016年2月17日  | 580天    |
| 24       | 尤拉斯·波熱拉 （1982年－2016年）         | 立陶宛社會民主黨     | 阿爾吉爾達斯·布特凱維丘斯內閣       | 2016年3月10日  | 2016年10月16日 | 220天    |
| 25       | 奧雷利尤斯·韋瑞佳 （1976年生）           | 立陶宛農民與綠人聯盟 | 薩烏留斯·思科威爾內里內閣           | 2016年12月13日 | 2020年12月11日 | 1459天   |
| 26       | 阿魯納斯·杜爾基斯 （1972年生）           | 無黨籍               | 因格麗達·希莫尼特內閣               | 2020年12月11日 | 現任           | 1563天   |

## 外部連結
- 官方网站 （立陶宛文）（英文）